# 姚仁喜
姚仁喜（英語：Kris Yao，1951年12月6日—），台灣建築師，出生於台北市。
東海大學建築系學士（1975年畢業）、美國加州大學柏克萊分校建築碩士（1978年畢業）。姚仁喜在1985年時成立自己的建築師事務所「姚仁喜 | 大元建築工場 （页面存档备份，存于）」，在台北與上海分別設有辦公室，作品主要位於大中華地區，在美國、歐洲與南亞等地亦有設計專案，類型涵蓋文化、企業、商業、旅館、音樂廳與劇院、交通、教育、住宅、宗教及都市設計等，代表作品有蘭陽博物館、中鋼集團總部大樓、國立故宮博物院南部院區、烏鎮大劇院、高鐵新竹站、高鐵彰化站、水月道場、國立臺灣史前文化博物館南科考古館、台積電南京園區、臺大次震宇宙館、富士康上海總部、克緹大樓、聯合報辦公大樓和遠東百貨信義A13，與最近完工的新北市美術館等。
2007年成為第十一屆國家文藝奬建築類得奬人， 2014年獲美國建築師協會（AIA）頒發榮譽院士，並描述他的作品為「利用建築元素的創作，具體掌握了人類情感與生命狀態、文化語境與歷史涵構、場所精神與人性尺度，充分彰顯了他的人文精神。他以來自東方的美學與心靈的涵養，以素材、造型與自然光的交互輝映，加上高度的創意與專業的執行力，建築因而盈溢詩意」。
2002年以「NEXT EXIT」個展，代表台灣參加第八屆義大利威尼斯建築雙年展，其後多次參加國際建築雙年展之外，2016年受邀於上海當代藝術館展出「內境．外象」個人展。

## 獲獎
- 2014 美國建築師協會榮譽院士
- 2011 國土建設特別貢獻奬[20]
- 2007 國家文藝獎建築類
- 2007 東海大學傑出校友[21]
- 2005 美國柏克萊加州大學環境設計學院傑出校友[22]
- 1997 中華民國傑出建築師[23]

## 家庭
妻姚任祥，为台灣前財政廳長任顯群与外室京劇青衣祭酒顧正秋的女兒。姚仁喜為家中三兄弟中的二男，其兄姚仁祿是設計師，三男姚仁恭則是燈光設計師。

## 建築作品
| 國家/地区 | 城市                           | 作品                                                              | 完工年份 | 圖片 |
| --------- | ------------------------------ | ----------------------------------------------------------------- | -------- | ---- |
| 臺灣      | 臺北市                         | 誠品生活敦南店                                                    | 1995年   |      |
| 臺灣      | 臺北市                         | 漢德民生大樓                                                      | 1998年   |      |
| 臺灣      | 臺北市                         | 921平安鐘                                                         | 2000年   |      |
| 臺灣      | 臺北市                         | 實踐大學體育館及圖資大樓                                          | 2009年   |      |
| 臺灣      | 臺北市                         | 克緹大樓                                                          | 2009年   |      |
| 臺灣      | 臺北市                         | 上海銀行仁愛大廈                                                  | 2009年   |      |
| 臺灣      | 臺北市                         | 法鼓山農禪寺                                                      | 2012年   |      |
| 臺灣      | 臺北市                         | 台灣人壽金融總部大樓                                              | 2013年   |      |
| 臺灣      | 臺北市                         | 新光信義金融大樓                                                  | 2013年   |      |
| 臺灣      | 臺北市                         | 臺灣戲曲中心                                                      | 2016年   |      |
| 臺灣      | 臺北市                         | 國立臺灣大學次震宇宙館                                            | 2017年   |      |
| 臺灣      | 臺北市                         | 聯合報辦公大樓                                                    | 2018年   |      |
| 臺灣      | 臺北市                         | 遠東百貨信義A13                                                   | 2019年   |      |
| 臺灣      | 臺北市                         | 富邦信義A25總部                                                   | 2022年   |      |
| 臺灣      | 新北市                         | 板橋大遠百二期辦公大樓                                            | 2013年   |      |
| 臺灣      | 新北市                         | 法鼓文理學院                                                      | 2015年   |      |
| 臺灣      | 新北市                         | 民視林口數位媒體總部                                              | 2017年   |      |
| 臺灣      | 新北市                         | 新北市美術館                                                      | 2023年   |      |
| 臺灣      | 桃園市                         | 桃園長庚轉運站                                                    | 2022年   |      |
| 臺灣      | 新竹市                         | 新竹轉運站                                                        | 2016年   |      |
| 臺灣      | 新竹縣                         | 台灣高速鐵路新竹站                                                | 2006年   |      |
| 臺灣      | 彰化縣                         | 台灣高速鐵路彰化站                                                | 2015年   |      |
| 臺灣      | 雲林縣                         | 台灣高速鐵路雲林站                                                | 2015年   |      |
| 臺灣      | 嘉義縣                         | 國立故宮博物院南部院區                                            | 2015年   |      |
| 臺灣      | 臺南市                         | 國立臺灣史前文化博物館南科考古館                                  | 2018年   |      |
| 臺灣      | 臺南市                         | 漢寶德紀念館（國立臺南藝術大學）                                  | 2022年   |      |
| 臺灣      | 高雄市                         | 中鋼總部大樓                                                      | 2012年   |      |
| 臺灣      | 屏東縣                         | 屏東演藝廳                                                        | 2016年   |      |
| 臺灣      | 宜蘭縣                         | 蘭陽博物館                                                        | 2010年   |      |
| 金門縣    | 國立金門大學多功能健康活動中心 |                                                                   |          |      |
| 中国      | 浙江省嘉兴市                   | 烏鎮大劇院                                                        | 2013年   |      |
| 中国      | 浙江省杭州市                   | 湖畔大學（一期）                                                  | 興建中   |      |
| 中国      | 江蘇省蘇州市                   | 誠品生活蘇州店                                                    | 2015年   |      |
| 中国      | 廣東省深圳市                   | 中國華潤大廈（室內裝修）                                          | 2018年   |      |
| 中国      | 江蘇省南京市                   | 台積電南京園區                                                    | 2019年   |      |
| 日本      | 東京都中央區                   | 日本橋室町三井大厦(COREDO室町Terrace)誠品生活日本橋店（室內裝修） | 2019年   |      |

## 書籍作品
| 年份   | 書名                                            | 出版社                          | ISBN          |
| 2001年 | 《Kris Yao／ARTECH Selected and Current works》 | Images Publishing（澳洲墨爾本） | 9781876907037 |
| 2003年 | 《姚仁喜／大元聯合建築師事務所》                | 中國建築工業出版社（中國北京）  | 9787112049653 |
| 2011年 | 《ARCHITECTURE OF KRIS YAO／ARTECH》            | Images Publishing（澳洲墨爾本） | 9781864702194 |
| 2024年 | 《SECTION: KRIS YAO \| ARTECH》                 | ORO Editions (美國)             | 9781954081413 |

## 外部連結
- 姚仁喜〡大元建築工場官方網站（页面存档备份，存于）（繁體中文）（简体中文）（英文）
- 姚仁喜校友（東海大學）（繁體中文）
- 姚仁喜 大元建築工場 KRIS YAO ARTECH的Facebook專頁